# Varel
Varel est une ville de la Frise, en Basse-Saxe, Allemagne.

## Histoire
| Appartenances historiques Comté d'Oldenbourg 1450-1774 Duché d'Oldenbourg 1774-1811 Empire français (Bouches-du-Weser) 1811-1814 Duché d'Oldenbourg 1814-1829 Grand-duché d'Oldenbourg 1829-1918 République de Weimar 1918-1933 Reich allemand 1933-1945 Allemagne occupée 1945-1949 Allemagne 1949-présent |

Les premières traces de peuplement connues dates d'environ 3 000 à 2 000 ans avant J.-C..
Le site et la région sont christianisés par Willehad au VIIIe siècle.
La ville subit le Raz-de-marée de la Saint-Marcel en 1362.
Elle fut la résidence des seigneurs de Kniphausen sous le Saint-Empire.
De 1811 à 1813, elle appartint à l'Empire français, comme tout le pays d'Oldenbourg.
Elle reçoit le statut de ville libre en 1958.
En 1905, le docteur Robert Almers et l'ingénieur August Spokhorst y fondent l'entreprise automobile Hansa, qui devint en 1914 Hansa-Lloyd.

## Géographie
Varel est située près de l'embouchure de la Jade, au sud de la baie de Jade, à environ quinze kilomètres au sud de Wilhelmshaven et à trente kilomètres au nord d'Oldenbourg.

### Quartiers
| - Almsee - Altjührden - Borgstede - Bramloge - Brunne - Büppel - Dangast - Dangastermoor | - Grünenkamp - Hohelucht - Hohenberge - Jeringhave - Jethausen - Jethausermoor - Langendamm - Logemoor | - Moorhausen - Neudorf - Neuenwege - Obenstrohe - Plaggenkrug - Rahling - Rallenbüschen - Rosenberg | - Rotenhahn - Schwarzenberg - Seghorn - Streek - Tange - Vareler Schleuse - Wilkenhausen - Winkelsheide |

## Personnalités liées à la ville
- Arne Groh (1962-), sculpteur, né à Seghorn.
- August Spokhorst et Robert Almers, fondateurs de l'entreprise automobile Hansa en 1905.

## Jumelages
- Barth (Allemagne)
- Jackson (Michigan) (États-Unis)